# Claudino Sales

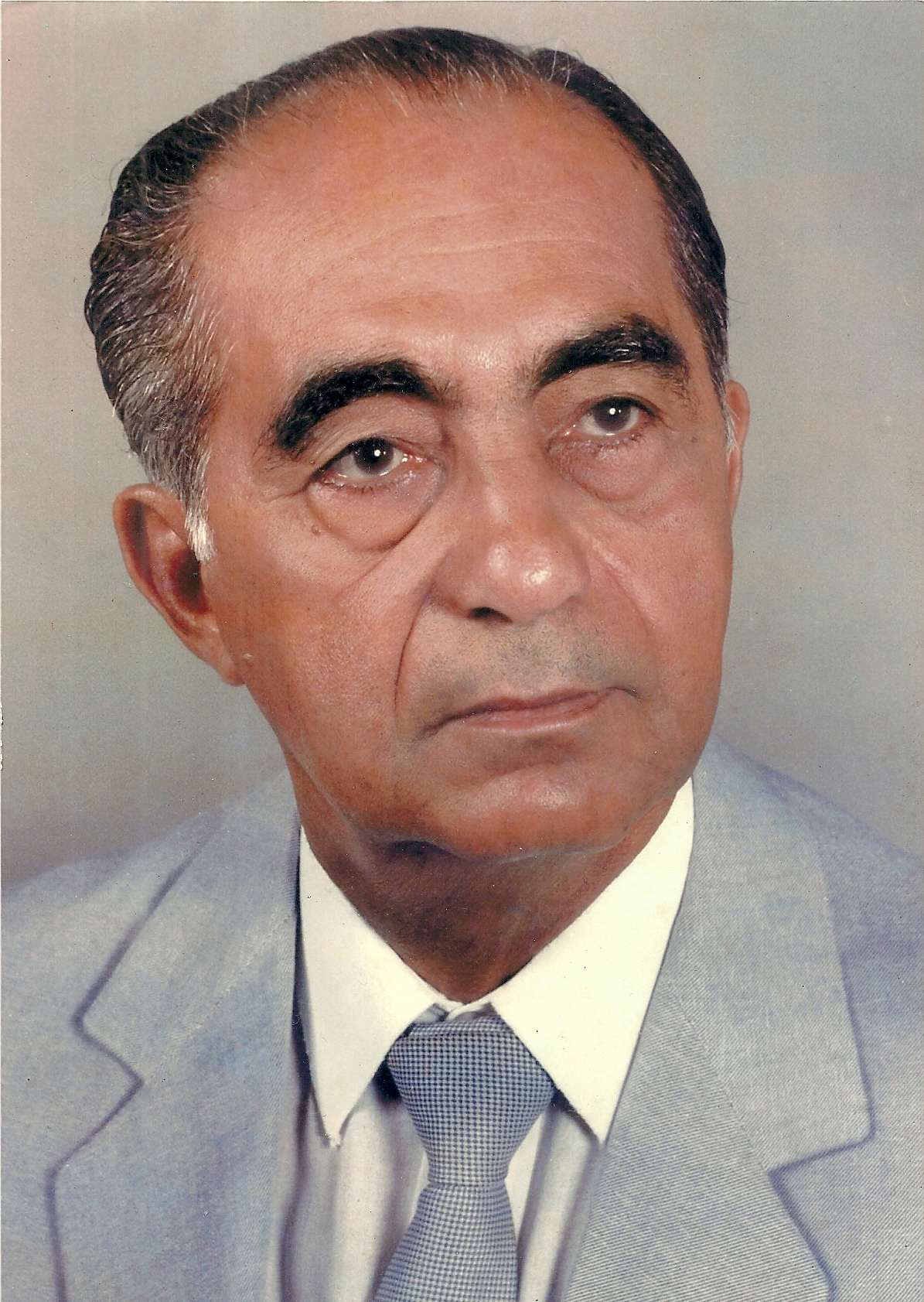
Gonçalo Claudino Sales - Arquivo Pessoal

Gonçalo Claudino Sales (Novo Oriente, 12 de fevereiro de 1922 - Fortaleza, 22 de junho de 2009) foi um advogado e político brasileiro.

## Biografia e Vida Pessoal
Nasceu em Novo Oriente, na data de 12 de fevereiro de 1922, filho de Antônio Claudino Sales e Joana Soares da Silva.
Foi casado com Francisca das Chagas Carneiro Sales, com quem teve cinco herdeiros: Fatima Claudino Sales, Jane Mary Claudino Sales Costa, Vanda Claudino Sales, Sandra Claudino Sales Costa e Claudino Carneiro Sales. Teve 5 netos: Romulo Claudino Costa, Jamila Claudino Costa, Ricardo Claudino Costa, Claudino Sales Neto e Breno Claudino Costa 
Faleceu em junho de 2009.

## Histórico Acadêmico  e Profissional
Formado em Ciências Jurídicas e Sociais, em 1949, junto à Faculdade de Direito de Belo Horizonte.
Adotou o epiteto político de "Claudino Sales", bem como era tratado como "Salim" pelos mais próximos.
Concorreu ao cargo de prefeito da cidade de Crateús nos pleitos de 1958 e 1962, sem sucesso. Em 1966, foi eleito para uma das vagas da Assembleia Legislativa do Ceará (ALCE) pela Aliança Renovadora Nacional. No biênio 1969/1970, foi presidente da ALCE.
Nas eleições de 1970, foi reeleito deputado e em 1971, assumiu a pasta de secretário de Administração do Estado do Ceará, no governo César Cals.
Em 1974, foi eleito deputado federal e reeleito em 1978. Nas eleições de 1982 para o mesmo cargo, não obteve sucesso, ficando com uma vaga de suplente, que ocupou somente no ano de 1975, na vaga deixada pelo então deputado Paulo Lustosa.
Dentre suas principais atividades parlamentares, destacam-se: foi relador na Câmara dos Deputados do projeto de lei que originou o Código de Menores; foi presidente da CPI que teve por objeto ilegalidades na SUDENE, em 1978; e foi membro efetivo das Comissões Especiais que trataram do Código Civil, em 1977, e do Código de Processo Penal (PL 633/75), em 1975.
Também foi secretário estadual da Segurança Pública, entre 1983 e 1987; chefe de gabinete do secretário de Governo de Tasso Jereissati, entre 1987 a 1991; além de presidente da Companhia Industrial do Ceará (CDI); procurador geral do Estado; e, entre 1973 e 1974, ocupou a presidência do Conselho Nacional de Governadores (CNG), órgão ligado ao Lions Clubs International.